# طويق (وادي الدواسر)
مركز طويق؛ هو مركزٌ إداري تابعٌ لمحافظة وادي الدواسر في منطقة الرياض، ويصنف من فئة (ب) ورمزه 1269.